# 道德维护母亲协会
道德维护母亲协会（Mothers Organized for Moral Stability），又称为 MOMS，是20世纪60年代在 加利福尼亚州奥兰治县兴起的一个社会保守主义美国组织，其主要目标是反对当时允许在公立学校教授性教育和节育技术的文化趋势。它是众多以缩写为基础的保守美国组织之一，与SOS（“性理智”）、POSSE（“反对性和敏感性教育的父母”）、PAUSE（“反对违宪性教育的父母”）、ACRE（“负责任教育的联合公民”）、POPE（“支持教区教育正统的父母”）和CHIDE（“阻止教育灌输和道德败坏委员会”）等组织有着共同的政治议程。

## 历史
MOMS主要是该县保守派居民对阿纳海姆联合高中学区的家庭生活和性教育课程的有组织的反抗。1965年，该学区引入了一门性教育课程，几乎没有遇到什么抵抗。 三年后的1968年，一位名叫埃莉诺·豪（Eleanor Howe）的家庭主妇（她的儿子在学区的一所学校上学）得知此课程，于是开始组织一群志同道合的母亲们来对抗学校董事会。该组织的成员聚集在学校董事会的会议上，引用了一本不久前由比利·詹姆斯·哈吉斯的基督教斗争运动出版小册子《学校是否是教授无套性行为的合适场所？》。 他们要求立即停止该课程。此外，他们还根据基于政治右翼人士制作的电影《巴甫洛夫的孩子们》，坚信美国陷入了以基督教为基础的传统价值观与共产主义颠覆性的“新”价值观之间的冲突， 他们认为该课程是苏联共产主义通过联合国策划的，旨在让美国年轻人服从极权主义独裁。  不到一年，他们就用自己的政治盟友取代了当选的董事会成员，阿纳海姆联合高中学区的性教育课程也随之被取消。